# ساندن
ساندن (انگلیسی: Sanden) شرکت تجهیزات الکتریکی ژاپنی است، که در سال ۱۹۴۳ تأسیس شد.